# Roberto Simpson
Roberto Simpson (Robert Winthrop Simpson, Hampshire, Gran Bretaña, 26 de agosto de 1799 - Valparaíso, Chile, 25 de diciembre de 1877) fue un marino de origen inglés nacionalizado chileno que sirvió en la Armada de ese país y tuvo una destacada participación en varias acciones durante la guerra de la Independencia de Chile y en la vida pública, sirviendo como senador.

## Primeros años y llegada a Chile
Nacido en Inglaterra en el condado de Hampshire en 1799 donde debió pasar su niñez. Se desconoce de su vida anteriormente a su llegada a Chile pero posiblemente tendría que haberse unido a la Royal Navy en algún momento de su juventud.
Llegó al país con la comitiva de lord Thomas Alexander Cochrane, a bordo de la corbeta Rose, en calidad de guardiamarina. En la hoja de servicios de la armada de Chile, su edad figura en blanco y sólo viene aparecer como teniente segundo de marina el 6 de enero de 1821.

## En la guerra de emancipación

### En la expedición libertadora del Perú

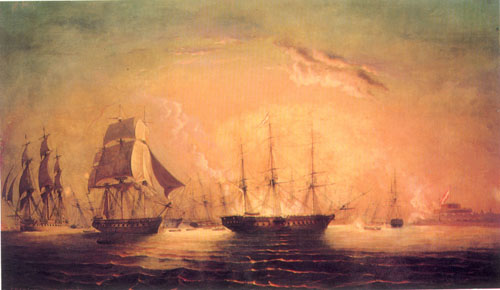
La escuadra chilena del vicealmirante Thomas Cochrane bloqueando el puerto del Callao.

Participó en la campaña libertadora del Perú embarcado en la escuadra chilena al mando del vicealmirante Cochrane donde se desempeñó en el Bloqueo del Callao que se había establecido el 30 de octubre de 1820 para encerrar a la escuadra española comandada por Antonio Vacaro. Durante el bloqueo comandó el bergantín Araucano con la que el 8 de enero de 1821 capturó, después de una dura resistencia, al pailebot Aranzazù, comandado por el capitán Juan Agustín Ibarra, que venía de Panamá al Callao luego de su fracaso al no encontrar a las fragatas Prueba y Venganza comandadas por el capitán de navío José Villegas y Córdoba, a quien debía comunicar por orden del virrey Joaquín de la Pezuela que se alejaran de estas costas. Luego de la captura, Simpson con el Araucano y el Aranzazù salieron del Callao para buscar esas embarcaciones enemigas por las costas peruanas sin tener éxito, por lo que volvió al puerto.
Luego el 24 de julio de 1821 en momentos en que Lima ya había sido ocupado por el ejército libertador y el bloqueo naval del puerto del Callao era reforzado por un sitio terrestre, Simpson toma el mando de uno de los botes de la corbeta Independencia y se une a siete botes de otros buques de la escuadra que, al mando del comandante Thomas Sackville Crosbie y el teniente Morgell se adentraron por orden de Cochrane en el fondeadero del Callao y en un furioso ataque, lograron capturar los buques armados Resolución, Milagro y San Fernando, además de capturar varias lanchas y botes armados e incendiar dos buques armados. Con esta acción se quería acelerar la capitulación de la plaza mandada por el mariscal José de La Mar la que al final se rendiría luego de varias negociaciones el 19 de septiembre. Simpson seriá posteriormente ascendido por su conducta a capitán de corbeta el 7 de octubre.
Con el conflicto que se generó entre Cochrane y el general José de San Martín por el estado de la escuadra y los planes que tenía el segundo para está, agravándola aún más al tomar Cochrane parte del tesoro público para pagar a la escuadra y evitar un motín, Cochrane es obligado a salir del Perú junto con el resto de la escuadra. El jefe de la escuadra a pesar de esto decide terminar su misión de capturar a los últimos buques de guerra españoles del Pacífico, las ya mencionas Prueba y Venganza por lo que se dirigió a la costa norte.

### Expedición a las costas de México

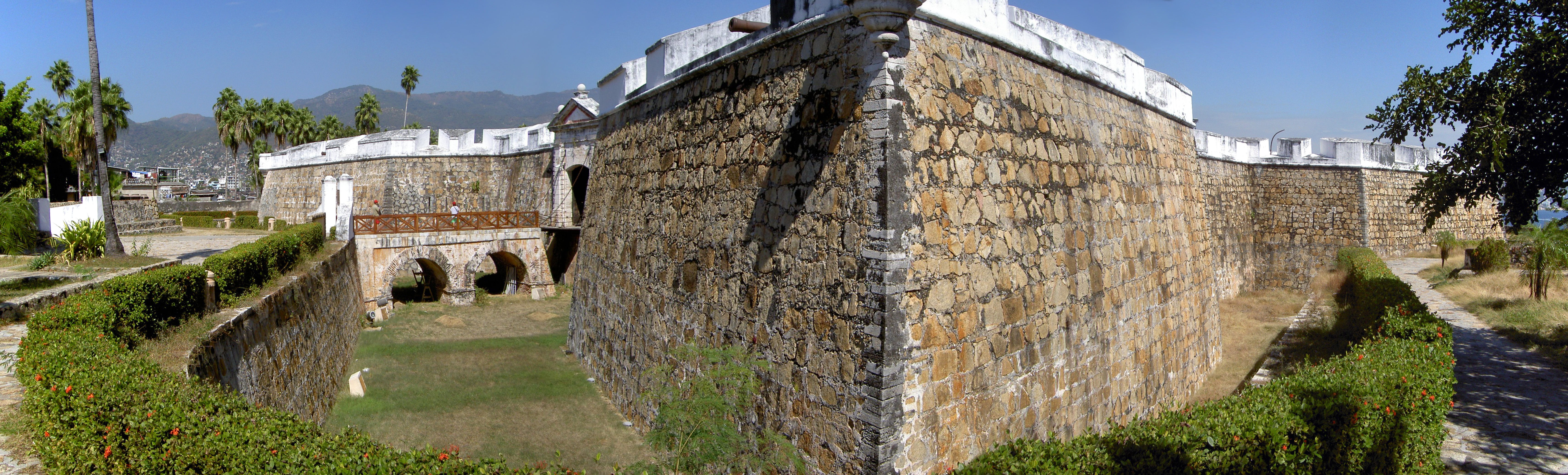
El Fuerte de San Diego, que protege la entrada del puerto de Acapulco.

Simpson en esta nueva misión volvió a comandar el bergantín Araucano con la que se dirigió junto al resto de la escuadra a Guayaquil en donde Cochrane reparó como pudiera los buques de la escuadra y enroló unos cuantos hombres para tripular de mejor manera los buques. Luego se dirigió a las costas de México pasando por el golfo de Fonseca y se le dio a Simpson la orden de adelantarse con su buque al puerto de Acapulco para hostigar barcos españoles, llegando a finales de diciembre. Al desembarcar en el puerto, fue apresado y encerrado en el calabozo de la fortaleza de San Diego por orden del gobernador Nicolás Basilio de la Gándara que alegaba que Simpson no iba investido de ninguna comisión debidamente legalizada, pero posteriormente fue liberado al enterarse el gobernador por boca de Simpson que solo era la vanguardia del resto de la flota chilena que llegó al puerto el 28 de febrero.
Al informarle a Cochrane de la hostilidad de las autoridades mexicanas del lugar, Cochrane con la escuadra penetró en el puerto de manera amenazante dispuesto a atacar el lugar si no se le permitía amistosamente reabastecerse, pero nada de eso fue necesario debido a la conciliadora respuesta del gobernador.
Pasado ya el incidente, se le ordenó a Simpson con su buque que junto al capitán Guillermo Wilkinson con la corbeta Independencia se dirigieran a las costas de California , aún bajo dominio realista, para obtener las provisiones necesarias que no encontraron en Acapulco llegando con ese objeto a la bahía de San José. Allí capturaron al bergantín realista Francisco Javier, una embarcación mercante armada con 14 cañones para el corso y lograron presionar a las autoridades del lugar para declarar la independencia ante el regocijo de su pueblo.
Producida la independencia, Simpson partió hacia Loreto bajando a tierra para comprar víveres. En esos momentos un contramaestre inglés indujo un motín a bordo del bergantín Araucano tomando prisionero a los que se habían negado unirse a la revuelta. Dejaron a estos en Loreto y partieron con el bergantín alejándose de esas costas para dedicarse a la piratería.
Perdido definitivamente el buque, Simpson se embarcó en la corbeta Independencia y luego de que Cochrane lograra un buen aprovisionamiento del resto de los buques se dirigieron al sur ya que se había obtenido la información de que los buques españoles iban en esa dirección. Llegaron a Guayaquil donde se enteraron de que los últimos buques se habían rendido en ese puerto por la escasez y la persecución de la escuadra chilena. Cochrane entró en conflicto con las autoridades de ese puerto por el destino de los buques pero se llegó a un acuerdo que bien a la larga no se cumplió por la intervención del gobierno del Perú por lo que luego avanzaron a esas costas donde después de capturar la goleta Moctezuma se dirigieron definitivamente a Valparaíso siendo recibidos con grandes elogios por su campaña.

### En la primera expedición a Chiloé
De vuelta en Chile y alejado Cochrane del país por las malas circunstancias, Simpson se radicó en el país y continuó su servicio en la marina tomando el mando de la corbeta Chacabuco que se mantuvo en reparaciones durante todo 1823.
En 1824 se le dio el mando de la corbeta Voltaire, que junto al bergantín Galvarino, comandado por el capitán Enrique Cobett, mantuvieron bloqueado las costas de Chiloé y luego en marzo de ese mismo año participaron en la expedición del general Ramón Freire al archipiélago para derrotar a los realistas chilotes liderados por el gobernador Antonio de Quintanilla. Convoyaron con sus buques de guerra y otros más que iban al mando del capitán de navío Robert Forster, las fuerzas expedicionarias.
Durante las operaciones, Simpson debió el 28 de marzo socorrer con su buque al transporte Valparaíso que se había atrasado en su marcha e intentaba atravesar el canal de Chacao, corriendo el peligro de ser capturado por el corsario realista General Quintanilla que era mandado por el piloto genovés Mateo Mainery y que lo asechaba a la salida del puerto de San Carlos de Ancud. Simpson logró ahuyentar al corsario y convoyar el transporte hasta su destino. Hasta ese momento no había ocurrido problemas durante las operaciones pero al empeorar el clima del lugar se produjo el primer desastre ya que al llegar la noche de ese día, la Voltaire fue sacudido por un fuerte viendo que lo hizo encallar en la costa de Carelmapu sin posibilidad de recuperar el buque.
Es así que a pesar de que en un comienzo las operaciones en Chiloé eran exitosa, logrando desembarcar a parte de la tropa y tomar algunos fuertes, el clima feroz del lugar y el error de Freire de separar sus fuerzas terminaron con el desastre de la expedición y la retirada hacia Chile.

### En el bloqueo naval del Callao

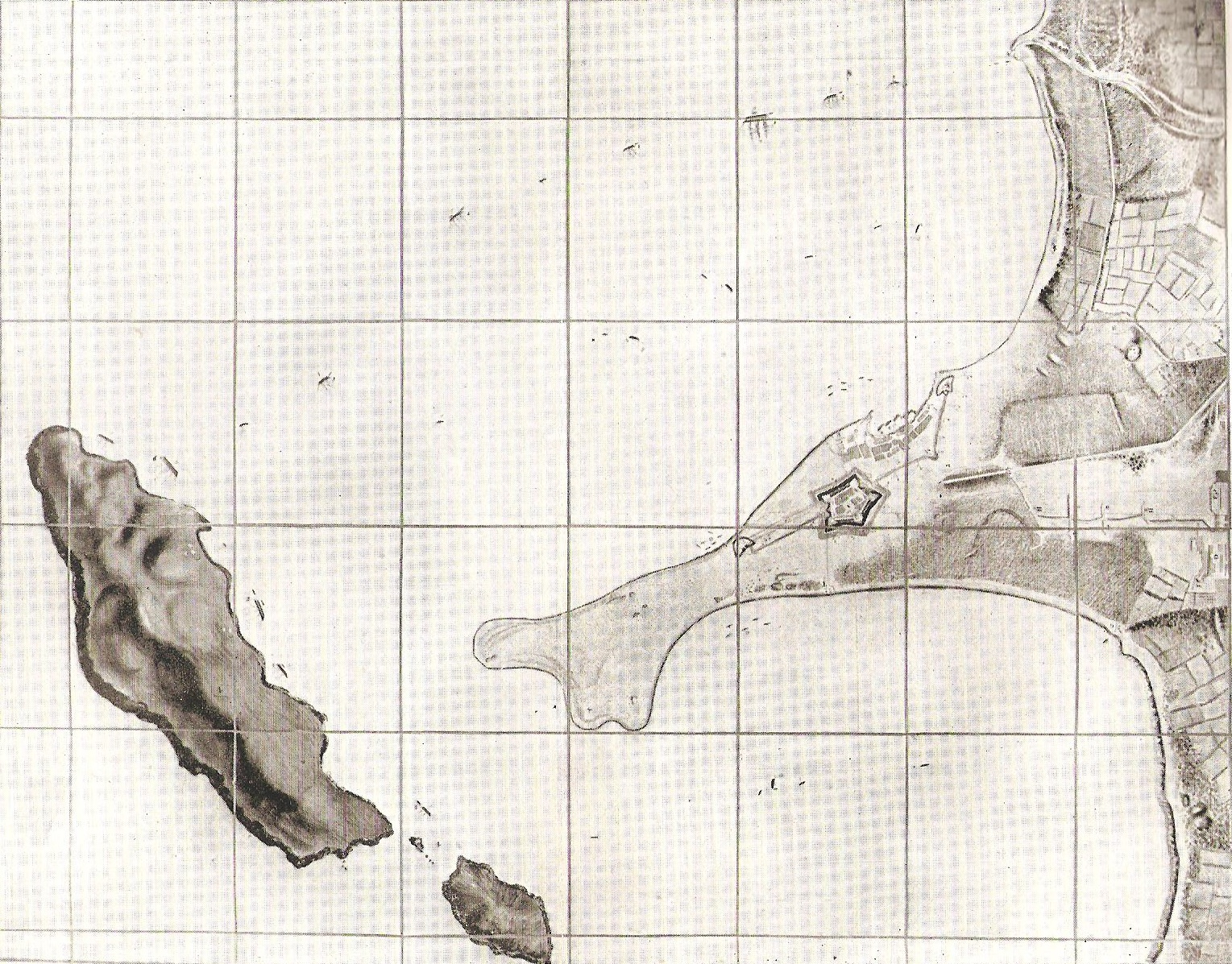
Plano de la Plaza del Callao que representa la posición y trabajos del Ejército sitiador y el de su escuadra bloqueadora.

Tras el fracaso de la expedición a Chiloé, el gobierno tuvo que preparar nuevamente la escuadra. Se pusieron en funcionamiento la fragata O'Higgins, la corbeta Chacabuco y los bergantines Moctezuma y Galvarino, todos bajo el mando del vicealmirante Manuel Blanco Encalada que había llegado recién desde el Perú.
Esta medida tomada por el gobierno de armar nuevamente la escuadra se debía a la amenaza de la llegada de una expedición naval española bajo el mando del comodoro Roque Guruceta que había logrado retomar el control de las costas peruanas tras batir la escuadra peruana al mando de Martin Guisse el 7 de octubre. Roberto Simpson tomó su lugar en la expedición dándosele en noviembre el mando del buque insignia de la escuadra, la fragata O'Higgins.
Al avistar las costas peruanas se reunieron con las escuadras del Perú y la Gran Colombia para enfrentar la amenaza pero no fue hallada la flota de Guruceta, y esto se debía a que tras la victoria patriota en la batalla de Ayacucho, Guruceta había el 2 de enero de 1825 abandonado las costas peruanas para dirigirse a las Filipinas ante la inutilidad de seguir la lucha. Finalmente la escuadra combinada al mando de Blanco Encalada se dispuso el 7 de enero a bloquear por el mar el Callao, complementando de esta manera el sitio terrestre que ya sufría la guarnición realista liderada por el brigadier José Ramón Rodil.
Durante el bloqueo, Blanco Encalada nombró a Simpson a cargo de las lanchas cañoneras y botes armados, con el objeto de destruir o apresar las cañoneras del puerto. En ese cargo logró apresar una embarcación y hacer huir a las cuatro restantes al interior del fondeadero. Por esa acción se hizo acreedor a una recomendación de su comandante en jefe. Luego se le daría el mando del bergantín peruano Congreso desempeñando varias comisiones en ese buque. En una de ellas tuvo que salir del Callao para transportar en el bergantín a los plenipotenciarios del Perú que debían participar en el congreso de Panamá, zarpando con ese cometido desde Chorrillos el 5 de junio.
Blanco Encalada durante estas operaciones se enteró de que el gobierno de Simón Bolívar en Perú tenía la intención de enviar una expedición para tomar Chiloé, que de seguir en poder realista podía servir de base de operaciones contra los territorios independizados de América del Sur que daban con el Océano Pacífico. Además se dio en Perú una fuerte opinión de anexar para sí el archipiélago.
Ante esto, el vicealmirante chileno se retiró en junio del bloqueo del Callao con las naves chilenas en dirección a Valparaíso. Al llegar a Chile, Simpson sería ascendido el 5 de noviembre a capitán de fragata graduado y nombrado como capitán del puerto de Coquimbo.

### En la segunda expedición a Chiloé

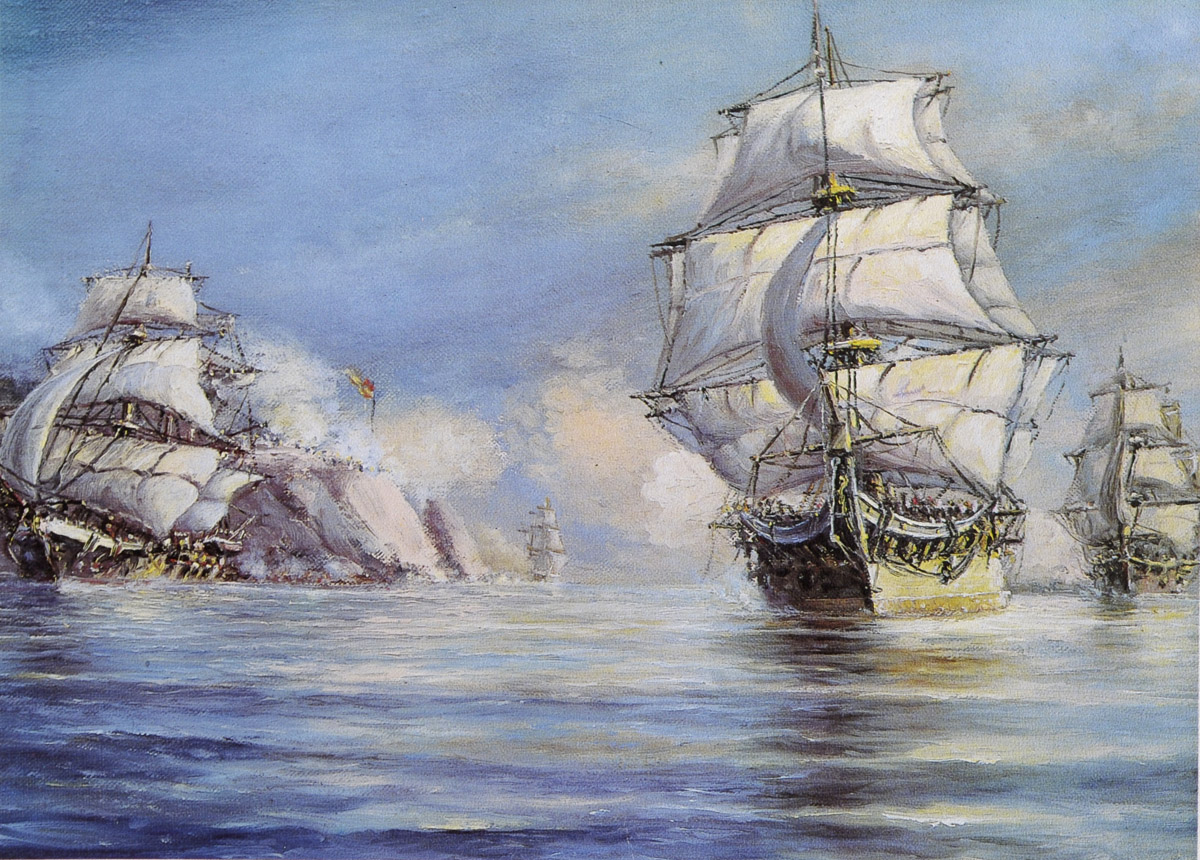
La escuadra chilena en la segunda expedición a Chiloé.

Comunicado el general Freire de los planes de Bolívar, dispuso inmediatamente la organización de una nueva expedición.
El general Freire dirigió nuevamente la última campaña hacia la isla. La nueva tropas se componía de 2600 hombres y cuatro piezas de artillería de campaña; y la escuadra que iba bajo el mando de Blanco Encalada, de cinco buques de guerra y cinco transportes. Estas fuerzas zarparon de Valparaíso el 25 de noviembre de 1825 llegando luego de algunos días a Corral donde poco después se celebró un consejo de guerra. Simpson iría nuevamente al mando de la fragata O'Higgins y su grado de capitán de fragata se haría efectivo.
En enero de 1826 se avista la isla de Chiloé y se procede a comenzar las operaciones para derrotar a los realistas, aunque no sería fácil ya que el gobernador Quintanilla había reforzado sus defensas y entrenado mejor a sus regulares y milicianos. Mejoró sus fortificaciones y concentró sus fuerzas en San Carlos de Ancud y en el camino entre esta y Castro.
Simpson durante la campaña ayudó desde su posición en la O'Higgins a establecer las cabezas de playa para las tropas y conducirlos al interior de la bahía de Ancud que estaba erizado de cañones por los fuertes de la zona siendo una de las más fuertes defensas la del Castillo San Miguel de Agüi. Logrado el desembarco de las tropas, Freire ordenó a su flota bombardear los fortines de Ancud mientras él y su ejército iniciaba la marcha por tierra tomando los fortines que había a su camino, a excepción del fuerte de Agüi que solo se le dejó aislado.
El 13 de enero Freire derrotó a los que trataron de detenerlo en Pudeto y Poquillihue; y al día siguiente en Bellavista precipitando de esa manera la huida de los realistas y entrando en la misma jornada a Ancud. El día 15 la guarnición del fuerte de Agüi se rendía y esa misma tarde, Quintanilla, desmoralizado, capituló.
El general Quintanilla al ya no poder resistir más ante la falta de materiales y el descontento de la tropa, firmaría el Tratado de Tantauco. Esto marcó la incorporación definitiva del archipiélago a la República de Chile.

## Después de la independencia

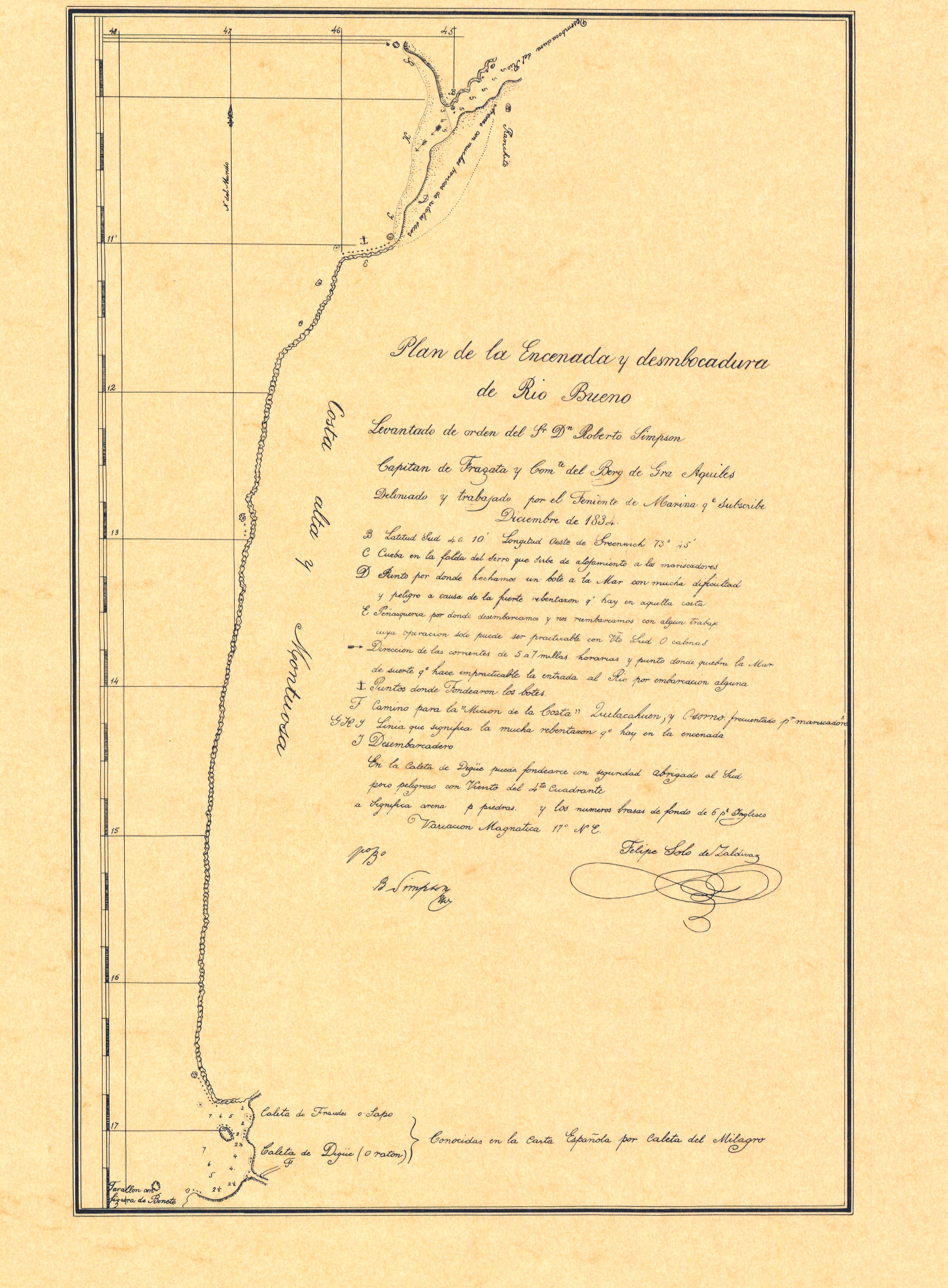
Plano de la ensenada y desembocadura de Río Bueno, Valdivia, Chile, 1834.

En 1827 tomó el mando de un buque mexicano también llamado Congreso. Por último, regresó a Chile en 1829, cuando nombró Gobernador Naval de Coquimbo. De 1830 a 1836 comandó el bergantín goleta Aquiles. En 1834, por instrucciones del Supremo Gobierno realizó el levantamiento de la desembocadura y ensenada de Río Bueno (Valdivia), primer levantamiento hidrográfico efectuado por la Armada de Chile, que lo convirtió en el "Fundador de la Hidrografía Nacional".
En la Memoria del ministro de Guerra y Marina de 1835, se lee: 
"En el mes de noviembre último se comisionó al bergantín Aquiles para hacer un reconocimiento de la embocadura del río Bueno, de acuerdo con el activo Intendente de la provincia de Valdivia, don José de la Cavareda; y, si esta empresa no correspondió a los buenos deseos de quienes creían este río capaz de navegación para buques mayores, al menos se logró levantar un plano y hacer un completo reconocimiento del pequeño puerto conocido por Caleta del Milagro.
En él pueden fondear embarcaciones de cien toneladas, que, mediante un corto camino de tierra, darán fácil salida a los frutos de los Llanos de aquella provincia, conduciéndolos por agua hasta cerca de la barra. Sobre esta materia se ha mandado formalizar un expediente y, concluido, se pasará a donde corresponda, a fin de que dicho puerto sea habilitado al tráfico interior, lo que dará vida a aquella hermosa e interesante parte de nuestra República." [pág.20]
El plano de dicha comisión fue dibujado por el Teniente Felipe Solo de Zaldivia. El almirante Simpson encabeza la Galería de los Hidrógrafos Ilustres de la Armada Nacional.
En 1836, fue comandante de la Valparaíso, buque insignia del Almirante Blanco Encalada, cuando la guerra se declaró.

## Guerra contra la Confederación Peruano-Boliviana
El 26 de enero de 1837, durante la Guerra contra la Confederación Perú-Boliviana, fue nombrado comandante del Aquiles, y su primera misión fue a notificar al Gobierno de la Confederación Perú-Boliviana que el gobierno chileno había rechazado el Tratado de Paucarpata. Luego se paseó por la costa peruana y estuvo a cargo de perturbar su comercio. Capturó la Confederación, tomando su mando.

### Segunda expedición restauradora
En enero de 1838, en Perú se tuvo conocimiento que Chile había desaprobado el tratado y que su escuadra se dirigía al Perú a continuar las hostilidades contra lo que quedaba de la Armada Confederada Perú-Boliviana. Carlos García del Postigo fue nombrado como jefe de la escuadra chilena y tomó el mando directo de la primera división de esta, con las zarpó de Valparaíso con la tarea de bloquear el Callao y puertos adyacentes de Chorrillos y Ancón, mientras que la segunda división de la escuadra chilena, al mando de Roberto Simpson, quedó en Valparaíso organizando los transportes para el zarpe de las fuerzas chilenas expedicionarias del general Manuel Bulnes.
El 10 de julio de 1838 partió la Segunda Expedición Restauradora desde Valparaíso: 26 barcos de transporte y 5.400 hombres, a cargo del general Manuel Bulnes Prieto. Fueron escoltados por la corbeta "Confederación", la fragata "Monteagudo", la barca "Santa Cruz" y la goleta "Janequeo", todaas al mando de Simpson. Los generales peruanos Gamarra, Castilla, entre otros, se integraron a la expedición.
Las naves de la "Segunda Expedición Restauradora", escoltados por la segunda división de la Escuadra al mando de Roberto Simpson arribaron el 3 de agosto a la islas Hormigas de afuera, situadas aproximadamente a 62 km al oeste del puerto del Callao. Por noticias recibidas de tierra, había que esperar el desarrollo de los acontecímientas en territorio peruano, pues el General Orbegoso estaba sublevado contra la autoridad del Mariscal Santa Cruz, y luego de ocupar con sus tropas Lima y Callao, se había declarado Presidente del Estado Nor-Peruano.
La intención del general en jefe era desembarcar sus tropas a la mañana siguiente por el muelle de Callao, en la esperanza de ser visto como un aliado; pero tras entrevistarse con un delegado de Orbegoso y de enviar a este a Victorino Garrido, intercambiando cartas muy conceptuosas, se disiparon las ilusiones de Bulnes. Orbegoso no permitiría el desembarco del ejército.
Entonces Bulnes resolvió desembarcar sin permiso esa misma tarde en Ancón, distante unos 32 km al norte. La flota se desplazó a ese puerto, iniciándose el desembarco al atardecer del 6 de agosto y a la medianoche ya estaba en tierra una división capaz de resistir una sorpresa, la que ocupó los caminos hacia Lima. El 7 de agosto estaba casi todo el ejército en tierra.
Terminada la operación sin que hubiera resistencia de los peruanos, la división de Simpson se trasladó a Chorrillos junto con los transportes, mientras la primera división continuaba el bloqueo de Callao.

### Combate naval de Casma
El 12 de enero de 1839, mientras la escuadra chilena bajo su mando tomaba provisiones en Casma, fue atacada por la flota confederada bajo el mando del marino francés Juan Blanchet. En la Combate naval de Casma los chilenos obtuvieron la victoria. Durante la batalla Blanchet resultó muerto y la nave Arequipeño de la Confederación fue hundida, pero no antes de que la flota chilena hubiera sido gravemente maltratada. Con todo, la derrota de la flota de la Confederación en Casma a manos de la escuadra chilena, que era de menor número, dejó a Chile en control absoluto del Pacífico suroriental. Como recompensa, Simpson fue ascendido a comodoro el 8 de mayo de 1839.

## Vida en Chile
Tras la disolución de la Confederación en la Batalla de Yungay, regresó a Chile junto con la flota. Entre 1840 y 1852 tuvo una larga y variada carrera en la Armada de Chile, el aumento tan alto como ser comandante general de la Marina de Guerra en dos ocasiones. El 15 de enero de 1852 se aprobó la nacionalidad chilena, y fue elegido senador. Ese año viajó a Europa para supervisar la construcción de la Esmeralda, la legendaria nave chilena, convirtiéndose en su primer comandante. En 1853 se convirtió en vicealmirante. Continuó su carrera naval hasta 1871, cuando se jubiló después de 53 años en la Armada.
Se casó dos veces. Su primer matrimonio fue con Mercedes Baeza Bravo de Naveda, una dama chilena de la alta sociedad, con quien tuvo 3 hijos. Después de enviudar, contrajo segundas nupcias en 1843 con Catalina Searle con quien tuvo otro 4 hijos.
Murió en Valparaíso el 23 de diciembre de 1877. Sus restos, actualmente descansan en el patio principal de la Academia de Guerra Naval, ubicada en Viña del Mar.